# Tiger Jack
Tiger Jack è un personaggio del fumetto western Tex Willer edito dalla Sergio Bonelli Editore, ideato da Giovanni Luigi Bonelli e realizzato graficamente da Galep. È uno dei pards (compagni) del protagonista, di cui è amico fraterno nonché fratello di sangue. È un nativo Navajo.

## Il personaggio
Tiger compare per la prima volta nell'episodio La banda dei Dalton (inclusa nell'albo n. 8, Due contro cento, dell'attuale formato), presentato da Tex come un uomo di poche parole: nei primi numeri Tiger si esprime solo con rari "Ugh" e "Woah", mentre successivamente diventerà più loquace. In compenso è un valoroso guerriero indiano, capace di sopportare durissime prove senza il più piccolo cedimento. Naturalmente, come molti pellerossa è un abile cavaliere, sa ritrovare le tracce sui terreni più difficili (con una precisione del tutto paragonabile a quella di Tex) e lancia il suo tomahawk con rara maestria. È anche un eccellente tiratore con la carabina Winchester 1873, come Tex.
Col passare degli anni diviene un compagno consolidato del ranger, che gli affida anche il compito di addestrare il proprio figlio Kit alla vita indiana. Tiger Jack insegnerà al ragazzo a tirare con l'arco, a cercare le tracce, a lanciare il lazo e molti altri trucchi indiani, e si preoccuperà di proteggerlo.
Fisicamente Tiger viene descritto come uomo ben piantato, dell'apparente età di 35-40 anni, dalla corporatura simile ai Pards ovvero si immagina alto sui 180 cm per circa 75 kg di peso, forte e muscoloso, con un'elevata resistenza ed un fisico eccezionale.
Solo dopo molti albi viene svelata la nascita dell'amicizia tra Tiger e Tex, avvenuta in seguito alla morte della sua amata Taniah, suicidatasi pur di non cedere alla violenza di un signorotto messicano, don Liborio Torres. Non è invece mai stato chiarito se Tiger sia o meno entrato a far parte del corpo dei ranger del Texas come gli altri compagni, anche se è ipotizzabile che non sia stato possibile per le sue origini pellerossa. Esiste almeno un'indicazione in senso contrario e si trova nell'anteprima di presentazione dell'albo Odio senza fine (n. 152), nella quale si accenna a "quattro rangers" riferendosi ai pards.
Tiger ha della caratteristiche peculiari che lo differenziano in parte dai compagni: in qualche occasione ha affermato di non aver scrupoli a sparare alle donne, mentre è noto che Tex, pur avendo ucciso centinaia di avversari, non ha mai fatto fuoco contro rappresentanti del gentil sesso. È anche l'unico ad aver fatto fuoco volontariamente contro un nemico disarmato, nella fattispecie l'indiano rinnegato Faccia Tagliata.
Se per molti anni è una presenza fissa negli albi, recentemente le sue apparizioni, come peraltro quelle di Kit, si sono fatte più sporadiche. I due rimangono presso la riserva per curare gli interessi dei Navajos mentre Tex e il pard "principale" e con più esperienza, ovvero Carson, sono in missione.